# C. J. Cherryh
Carolyn Janice Cherry, más conocida como C. J. Cherryh  (St. Louis, Misuri, 1 de septiembre de 1942), es una escritora estadounidense. Actualmente reside en Spokane, Washington.

## Biografía
Estudió en la Universidad de Oklahoma donde, no contenta con su formación en antropología, historia clásica, arqueología y lingüística, se dedicó por su cuenta a aprender ciencias como la física, la genética y otras. Ejerció como profesora de latín en dicha universidad hasta que en 1976 los éxitos la llevaran a dedicarse exclusivamente a escribir.
Cherryh es una de las escritoras de ciencia ficción más prolíficas de la actualidad. Desde que en 1976 publicara sus tres primeras novelas, ha escrito más de cincuenta obras. Sus libros y series generalmente se centran en el alienígena como protagonista, y lo diferente de su modo de pensar respecto a los humanos (como en su saga de Chanur), o en conceptos muy sutiles de la especulación científica como la psicogénesis (Cyteen). Tiene también algunas incursiones en la fantasía (Paladín).
Desde que recibió en 1977 el Premio John W. Campbell al mejor autor novel, el palmarés de esta autora ha ido aumentando con diversos premios, entre ellos tres premios Hugo (por el relato corto Cassandra en 1979 y por las novelas La estación Downbelow en 1982 y Cyteen en 1989), un premio Locus (por Cyteen en 1989) y un premio Skylark por toda su contribución a la ciencia ficción. Asimismo, ha disfrutado de fama internacional, publicándose sus novelas por todo el mundo. Por ejemplo, en Francia es una autora muy apreciada. En cambio, en los países de habla hispana no es demasiado conocida debido a la ausencia de traducciones de gran parte de su obra.

## Estilo
Cherryh usa un estilo en tercera persona de «intensa voz interior». 
En esta técnica el escritor solo puede narrar las cosas que el personaje sabe u opina. Por ejemplo, cuando la capitana Chanur llega a una estación espacial la narración no puede detallar datos que la recién llegada ignora, por muy interesantes que esos datos puedan ser para el lector.

## Técnica
Cherryh trabaja con un universo ficticio detallado con gran realismo gracias a sus conocimientos de lenguajes, historia, arqueología y psicología. La escritora Andre Norton compara su minuciosidad con la de Tolkien.  Cherryh se preocupa mucho por crear culturas, especies, y mentalidades que hagan que el lector reconsidere sus ideas sobre la naturaleza humana.
Cherryh ha dicho que para crear una raza alienígena en sus novelas se hace una serie de preguntas y deja que las respuestas dicten los parámetros de esa cultura extraterrestre ya que «la cultura es como la biología responde al medio natural para mejorar las condiciones de vida».